# Daniel Karlsson (programledare)
Daniel Karlsson, född 1979 är en svensk programledare, trollkarl och barnboksförfattare.
Daniel Karlsson var programledare för familjeprogrammet Den itusågade Kaninen som sändes under fem säsonger. Han är också barnboksförfattare med fyra böcker utgivna av två förlag.
Sedan februari 2024 driver han YouTube-kanalen "Motvikt", där han har tagit ställning tillsammans med andra kontroversiella kreatörer i det så kallade "Chrippa-dramat".
År 2011 offentliggjorde han även sin tidigare bakgrund som före detta nynazist. "Barnens trollkarl i SVT var nazist".